# Andover (Minnesota)
Pour les articles homonymes, voir Andover.
Andover est une ville dans le comté d'Anoka dans l'État du Minnesota aux États-Unis.

## Géographie
Selon le bureau du recensement des États-Unis la ville s'étend sur 90,21 km2.

## Démographie
D'après les chiffres obtenus lors du recensement de 2010, la ville est peuplée de 30 598 personnes. La densité de population est de 348,7 habitants par kilomètre carré. La population de la ville est composée à 93,2 % de blancs, à 1,7 % d'afro-américains, à 0,3 % d'amérindiens et à 4,8 % de personnes d'autres origines.
| 1980  | 1990   | 2000   | 2010   | - |
| ----- | ------ | ------ | ------ | - |
| 9 387 | 15 216 | 26 588 | 30 598 | - |